# Parlamentswahl in Pakistan 1990
Die Parlamentswahl in Pakistan 1990 fand am 24. Oktober statt. Gewählt wurden alle 217 Mitglieder der Nationalversammlung. Die Wahlbeteiligung betrug 45,5 %

## Hintergrund
Die Partei von Benazir Bhutto, die Pakistan People’s Party, gewann bei der Parlamentswahl 1988 die meisten Sitze (94 von 207) im Parlament, aber keine absolute Mehrheit. Die PPP konnte die 1988 gemachten Wahlversprechen nicht erfüllen; ihr wurden die hohe Kriminalitätsrate und Korruption in Pakistan vorgeworfen. Der Präsident Pakistans, Ghulam Ishaq Khan, löste das Parlament und die Regierung von Benazir Bhutto am 6. August 1990 wegen verschiedener Vorwürfe auf. Bhutto bezeichnete die Vorwürfe als politisch motiviert. Der Ablösung von Bhutto waren Unruhen im Sindh und Differenzen mit den Streitkräften bei Innenpolitik und Außenpolitik vorausgegangen. Die aus neun Parteien entstandene islamische Bewegung (englisch Islami Jamhoori Ittehad - IJI) trat unter Vorsitz von Nawaz Sharif als einzige Partei gegen Bhutto und ihre Partei bei den Wahlen an.

## Parteien
Die PPP nahm an den Wahlen durch Zusammenschluss im Parteienbündnis Pakistan Democratic Alliance (PDA) teil.

## Wahlkampf
Bhutto und die PDA waren zu Beginn des Wahlkampfes laut Berichten in einer guten Position. Es gelang der Übergangsregierung nicht, aufkommende Vorwürfe gegen Bhutto zu beweisen.
Bhutto mobilisierte zum Ende des Wahlkampfes 100.000 Anhänger in einer Wahlkampfveranstaltung in Lahore. Sharif kam bei seiner Wahlkampfveranstaltung auf etwa 10.000 Anhänger in Lahore. Insgesamt nahmen 1334 Kandidaten an den Wahlen teil. 21.163.911 gültige Stimmen wurden abgegeben.

## Wahlmanipulation
Der oberste Gerichtshof Pakistans urteilte 2012, die Wahlen 1990 seien durch die Streitkräfte und den Geheimdienst manipuliert worden. Der Präsident und der Armeechef haben favorisierte Parteien finanziell unterstützt.
Das Motiv war eine Schwächung der PPP.

## Ergebnis
Die PPP verlor die Wahlen gemeinsam mit dem Parteienbündnis PDA. Die Islami Jamhoori Ittehad von Sharif gewann das Popular Vote mit einem Vorsprung von 113.000 Stimmen. Die IJI erhielt 106 Sitze im Parlament und die PPP 44 Sitze. Der Grund für diese Entwicklung war, dass der Stimmenanteil der PPP verteilt war. Der Stimmenanteil der IJI war enger konzentriert. Nawaz Sharif wurde nach seinem Wahlsieg zum Premierminister Pakistans gewählt.